# Felipe Rodríguez (meksykański piłkarz)
Carlos Felipe Rodríguez Rangel (ur. 3 kwietnia 1989 w Morelii) – meksykański piłkarz występujący na pozycji bramkarza, od 2023 roku zawodnik Tigres UANL.
Jego kuzyn Moisés Muñoz również jest piłkarzem.

## Kariera klubowa
Rodríguez pochodzi z miasta Morelia w stanie Michoacán i jest wychowankiem tamtejszego klubu Monarcas Morelia. Do treningów seniorskiej drużyny został włączony już jako siedemnastolatek przez szkoleniowca Hugo Hernándeza, lecz pełnił wyłącznie rolę trzeciego lub czwartego bramkarza, występując wyłącznie w trzecioligowych rezerwach klubu oraz drugoligowych filiach Morelii – Mérida FC i Atlante UTN. Kilka lat później awansował na pozycję drugiego golkipera, ustępując już tylko swojemu kuzynowi – Moisésowi Muñozowi. W meksykańskiej Primera División zadebiutował 1 listopada 2009 w wygranym 3:1 spotkaniu z Guadalajarą, w 34. minucie zastępując ukaranego czerwoną kartką Muñoza. W latach 2009–2010 był rezerwowym dla Muñoza, zaś w latach 2010–2013 dla Federico Vilara i w tym czasie osiągnął z Morelią kilka sukcesów – w 2010 roku triumfował w rozgrywkach SuperLigi, w wiosennym sezonie Clausura 2011 zdobył wicemistrzostwo kraju, zaś podczas jesiennych rozgrywek Apertura 2013 wywalczył puchar Meksyku – Copa MX.
Podstawowym bramkarzem drużyny Rodríguez został dopiero z początkiem 2014 roku, bezpośrednio po odejściu z klubu Federico Vilara. W tym samym roku zdobył z Morelią superpuchar Meksyku – Supercopa MX, zaś w 2015 roku zajął w tych rozgrywkach drugie miejsce.

## Kariera reprezentacyjna
W 2011 roku Rodríguez znalazł się w ogłoszonym przez Luisa Fernando Tenę składzie rezerwowej reprezentacji Meksyku, złożonej głównie z graczy z rocznika '89, która pod szyldem dorosłej kadry wzięła udział w Copa América. Tam nie wystąpił jednak w żadnym z trzech możliwych spotkań, pozostając dopiero trzecim bramkarzem po kapitanie Luisie Michelu i rezerwowym Liborio Sánchezie. Jego kadra zanotowała natomiast wówczas komplet porażek, odpadając z rozgrywanego w Argentynie turnieju już w fazie grupowej.

## Statystyki kariery
| Morelia | 2009–2010 | Meksyk | Liga MX | 2  | 0 | —  | — | —             | — | — | 2   | 0 |
| Morelia | 2010–2011 | Meksyk | Liga MX | 0  | 0 | —  | — | SL            | 1 | 0 | 1   | 0 |
| Morelia | 2011–2012 | Meksyk | Liga MX | 0  | 0 | —  | — | LMC           | 3 | 0 | 3   | 0 |
| Morelia | 2012–2013 | Meksyk | Liga MX | 2  | 0 | 10 | 0 | —             | — | — | 12  | 0 |
| Morelia | 2013–2014 | Meksyk | Liga MX | 17 | 0 | 6  | 0 | CL            | 2 | 0 | 25  | 0 |
| Morelia | 2014–2015 | Meksyk | Liga MX | 31 | 0 | 5  | 0 | CL            | 2 | 0 | 38  | 0 |
| Morelia | 2015–2016 | Meksyk | Liga MX | 22 | 0 | 6  | 0 | —             | — | — | 28  | 0 |
| Morelia | 2016–2017 | Meksyk | Liga MX | 0  | 0 | 0  | 0 | —             | — | — | 0   | 0 |
| Ogółem  | Ogółem    | Ogółem | Ogółem  | 74 | 0 | 27 | 0 | SL + LMC + CL | 8 | 0 | 109 | 0 |

Legenda:
- SL – SuperLiga
- LMC – Liga Mistrzów CONCACAF
- CL – Copa Libertadores